# Cássio Gabus Mendes
Cássio Gabus Mendes (São Paulo, 29 de agosto de 1961), é um ator brasileiro. Neto de Otávio Gabus Mendes e filho do novelista Cassiano Gabus Mendes, ele é irmão do também ator Tato Gabus Mendes e sobrinho do também ator Luis Gustavo.
Desde 1991, Cássio é casado com a ex-atriz Lídia Brondi. Estreou na televisão em 1982, em Elas por Elas, vivendo Elton e fazendo par romântico com Thaís de Campos, cujo trabalho também foi o primeiro.

## Família
Cássio é filho do falecido autor de telenovelas Cassiano Gabus Mendes e da ex-atriz Elenita Sánchez Blanco, irmã mais nova do também ator Luis Gustavo. Seu irmão mais velho, Tato Gabus Mendes, também é ator. Seu avô paterno, Otávio Gabus Mendes, era crítico, radialista, ator, roteirista e diretor de cinema.
É casado com a ex-atriz Lídia Brondi desde 1991.

## Carreira
Estreou na TV na novela Elas por Elas, em 1982. Participou das novelas Ti Ti Ti, Brega & Chique, Vale Tudo, Tieta e A Indomada, dentre outras. Atuou nas minisséries Anos Rebeldes, Mulher e O Quinto dos Infernos.
No cinema, fez Boleiros - Era Uma Vez o Futebol (1998) e Boleiros 2 - Vencedores e Vencidos (2006), ambos de Ugo Giorgetti. Participou ainda do elenco de Orfeu (1999), de Carlos Diegues, Como Fazer um Filme de Amor (2004), de José Roberto Torero, Trair e Coçar é Só Começar (2006), de Moacyr Góes, Batismo de Sangue (2007) e Caixa Dois (2007).
Também em 2007, participou da minissérie Amazônia, de Galvez a Chico Mendes, no papel de Chico Mendes, da novela Desejo Proibido e do Programa Especial de Fim de Ano da Rede Globo, Os Amadores.
No final de 2008, sete meses depois do final de Desejo Proibido, ele voltou à TV na novela Três Irmãs, da Rede Globo.
Em 2009, o ator está também nos cinemas, com o lançamento do filme Se Eu Fosse Você 2, e participa do programa Norma com Denise Fraga.
Cássio em 2010, participa dos seriados S.O.S. Emergência e As Cariocas, ambas da Rede Globo e do filme Chico Xavier dirigido por Daniel Filho.
Em 2011, o ator pode ser visto na televisão, na novela Insensato Coração, e nas telas dos cinemas nos filmes Bruna Surfistinha e Assalto ao Banco Central.
Em 2012, esteve na minissérie Dercy de Verdade, na minissérie ele interpretou Valdemar, um dos amores de Dercy, e esteve também na novela Lado a Lado.
Entre 2013 e 2014, esteve na telenovela Além do Horizonte. Em 2014, é convidado por Gilberto Braga, para integrar o elenco de Babilônia, como o empreiteiro Evandro.

## Filmografia

### Televisão
| Ano  | Título                             | Papel                                                  | Notas                                      |
| ---- | ---------------------------------- | ------------------------------------------------------ | ------------------------------------------ |
| 1982 | Elas por Elas                      | Elton Ferreira                                         |                                            |
| 1983 | Pão Pão, Beijo Beijo               | Francuccio Cantarelli (Franco)                         |                                            |
| 1983 | Champagne                          | Gregório Brandão (Greg)                                |                                            |
| 1984 | Livre para Voar                    | Luís Eduardo (Edu)                                     |                                            |
| 1985 | Ti Ti Ti                           | Luís Otávio Azevedo Almeida (Luti)                     |                                            |
| 1986 | Roda de Fogo                       | Celso Rezende Júnior                                   |                                            |
| 1987 | Brega & Chique                     | Bruno                                                  |                                            |
| 1988 | Vale Tudo                          | Afonso de Almeida Roitman                              |                                            |
| 1989 | Sampa                              | Amadeu                                                 |                                            |
| 1989 | Tieta                              | Ricardo Esteves Batista                                |                                            |
| 1990 | Meu Bem, Meu Mal                   | Eduardo José Gentil da Silva (Doca)/Eduardo Costabrava |                                            |
| 1992 | Anos Rebeldes                      | João Alfredo Galvão                                    |                                            |
| 1993 | O Mapa da Mina                     | Rodrigo Simeone                                        |                                            |
| 1994 | Caso Especial                      |                                                        | Episódio: "Férias sem Volta"               |
| 1994 | Você Decide                        |                                                        | Episódio: "Em Família"                     |
| 1994 | Tropicaliente                      | Franchico                                              |                                            |
| 1995 | Decadência                         | Padre Giovani                                          |                                            |
| 1995 | Explode Coração                    | Edu / Vitor Salgado                                    |                                            |
| 1996 | Você Decide                        |                                                        | Episódio: "A Troca"                        |
| 1996 | A Vida Como Ela é...               | Vários personagens                                     | 8 episódios                                |
| 1997 | A Indomada                         | Sérgio Murilo dos Santos                               |                                            |
| 1998 | Mulher                             | Afrânio                                                |                                            |
| 2000 | Você Decide                        | Heitor                                                 | Episódio: "Golpe de Mestre"                |
| 2000 | Você Decide                        | Episódio: "Aluga-se Uma Aliança"                       |                                            |
| 2001 | Um Anjo Caiu do Céu                | Paulinho/Paulão (Selmo de Windsor)                     |                                            |
| 2001 | Os Normais                         | Geraldinho                                             | Episódio: "Mal-entendido é Normal"         |
| 2001 | Brava Gente                        | Gentil                                                 | Episódio: "Um Caso, uma Loura"             |
| 2002 | O Quinto dos Infernos              | D. João VI (jovem)                                     | Participação Especial                      |
| 2002 | Desejos de Mulher                  | Renato Moreno                                          |                                            |
| 2002 | Sai de Baixo                       | Ari                                                    | Episódio: "O Galo Sinistro"                |
| 2002 | Os Normais                         | Lelo                                                   | Episódio: "Parece Indecente, Mas é Normal" |
| 2003 | Sítio do Picapau Amarelo           | Nicanor                                                | Episódio: "O Sumiço da Emília"             |
| 2003 | A Diarista                         | Tiago                                                  | Especial de fim de ano                     |
| 2004 | Um Só Coração                      | Juvenal Penteado                                       |                                            |
| 2004 | Começar de Novo                    | Dr. Sidarta Gautama                                    |                                            |
| 2005 | Linha Direta                       | Coronel Job Lorena de Sant'Anna                        | Episódio: "A Bomba do Riocentro"           |
| 2005 | Os Amadores                        | Marquinhos                                             | 3 episódios                                |
| 2006 | JK                                 | Gaúcho                                                 |                                            |
| 2007 | Amazônia, de Galvez a Chico Mendes | Chico Mendes                                           |                                            |
| 2007 | Desejo Proibido                    | Delegado Trajano Mendonça                              |                                            |
| 2008 | Três Irmãs                         | Baby Montenegro                                        |                                            |
| 2009 | Norma                              | Cláudio                                                |                                            |
| 2010 | S.O.S. Emergência                  | Sérgio                                                 | Episódio: "Tem Pai que é Cego"             |
| 2010 | As Cariocas                        | Roberto                                                | Episódio "A Suicida da Lapa"               |
| 2011 | Insensato Coração                  | Klebber Damasceno                                      |                                            |
| 2012 | Dercy de Verdade                   | Valdemar Martins                                       |                                            |
| 2012 | Lado a Lado                        | Bonifácio Vieira                                       |                                            |
| 2013 | Além do Horizonte                  | Jorge Barcelos (Líder Jorge)                           |                                            |
| 2015 | Babilônia                          | Evandro Souza Rangel                                   |                                            |
| 2016 | Justiça                            | Heitor Diniz                                           |                                            |
| 2017 | Segredos de Justiça                | Estevão                                                | Episódio: "Mas Eu Amo Aquele Homem"        |
| 2017 | Tempo de Amar                      | Dr. Reinaldo Macedo                                    |                                            |
| 2019 | Éramos Seis                        | Afonso Oliveira                                        |                                            |
| 2022 | Todas as Flores                    | Luís Felipe Martinez                                   |                                            |
| 2023 | Elas por Elas                      | Dr. Roberto Bastos                                     |                                            |

### Cinema
| Ano  | Título                                        | Papel                      | Notas                          |
| ---- | --------------------------------------------- | -------------------------- | ------------------------------ |
| 1989 | Nem Tudo Que É Sonho Desmancha no Ar          | Cássio                     | Curta-metragem                 |
| 1998 | Boleiros - Era uma Vez o Futebol              | Zé Américo                 |                                |
| 1999 | Orfeu                                         | Pedro                      |                                |
| 2004 | Como Fazer um Filme de Amor                   | Alan                       |                                |
| 2006 | Boleiros 2 - Vencedores e Vencidos            | Zé Américo                 |                                |
| 2006 | Trair e Coçar É Só Começar                    | Eduardo                    |                                |
| 2007 | Batismo de Sangue                             | Delegado Sérgio Fleury     |                                |
| 2007 | Caixa Dois                                    | Romeiro                    |                                |
| 2009 | Se eu Fosse Você 2                            | Nelsinho                   |                                |
| 2009 | Cabeça a Prêmio                               | Albano                     |                                |
| 2010 | Chico Xavier                                  | Padre Julio Maria          |                                |
| 2011 | Bruna Surfistinha                             | Huldson                    | Também como produtor associado |
| 2011 | Assalto ao Banco Central                      | Martin Oliveira (Martinho) |                                |
| 2014 | Confissões de Adolescente                     | Paulo                      |                                |
| 2017 | Gosto Se Discute                              | Augusto                    |                                |
| 2021 | 45 do Segundo Tempo                           | Ivan                       |                                |
| 2022 | Predestinado: Arigó e o Espírito do Dr. Fritz | Cícero                     |                                |

## Prêmios e indicações
| Ano  | Associações                         | Categoria                                  | Nomeações                          | Resultado |
| ---- | ----------------------------------- | ------------------------------------------ | ---------------------------------- | --------- |
| 2001 | Prêmio Qualidade Brasil - RJ        | Televisão: Melhor Ator Coadjuvante         | Um Anjo Caiu do Céu                | Indicado  |
| 2002 | Prêmio Contigo! de TV               | Melhor Ator Coadjuvante em Série ou Novela | Um Anjo Caiu do Céu                | Indicado  |
| 2007 | Prêmio Qualidade Brasil             | Melhor Ator em Televisão                   | Amazônia, de Galvez a Chico Mendes | Indicado  |
| 2008 | Prêmio Contigo! de Cinema Nacional  | Melhor Ator Coadjuvante                    | Batismo de Sangue                  | Indicado  |
| 2008 | Prêmio Guarani de Cinema Brasileiro | Melhor Ator Coadjuvante                    | Batismo de Sangue                  | Indicado  |
| 2010 | Grande Prêmio do Cinema Brasileiro  | Melhor Ator Coadjuvante                    | Se Eu Fosse Você 2                 | Indicado  |
| 2011 | Grande Prêmio do Cinema Brasileiro  | Melhor Ator Coadjuvante                    | Chico Xavier                       | Indicado  |
| 2011 | Prêmio Fiesp/Sesi - SP de Cinema    | Melhor Ator Coadjuvante                    | Cabeça a Prêmio                    | Venceu    |
| 2012 | Grande Prêmio do Cinema Brasileiro  | Melhor Ator                                | Bruna Surfistinha                  | Indicado  |